# Мерзебургский собор
Мерзебургский собор (нем.  Merseburger Dom St. Johannes und St. Laurentius) — посвящённый Иоанну Крестителю и святому Лаврентию бывший кафедральный собор упразднённого в 1565 году епископства Мерзебург в немецком городе Мерзебург в федеральной земле Саксония-Анхальт. Выдающийся памятник романской и готической архитектуры.

## История
История собора восходит к основанной Генрихом I церкви святого Иоанна в королевском пфальце Мерзебурга. Строительство нового репрезентативного церковного здания началось 18 мая 1015 года по инициативе епископа Титмара Мерзебургского, и — вероятно — во исполнение обещания Оттона I в случае победы над венграми основать новое епископство с центром в Мерзебурге, посвятив его святому Лаврентию. Освящение первого четырёхбашенного собора состоялось 1 октября 1021 года в присутствии императора Генриха II. После нескольких обрушений, вызванных строительными ошибками, собор был повторно освящён в 1042 году.
Во второй половине XI века при епископе Вернере фон Волькенбурге (Werner von Wolkenburg, 1063—1093) над средокрестием была возведена пятая башня, в целом, завершившая архитектурный облик собора; башня, однако, обрушилась уже в 1230 году. Также в правление Вернера фон Волькенбурга в Мерзебургском соборе был похоронен антикороль Рудольф Рейнфельденский, активным сторонником которого был епископ; бронзовая надгробная плита Рудольфа, некогда позолоченная и украшенная драгоценными камнями, представляет собой старейший дошедший до наших дней надгробный памятник из бронзы в Центральной Европе.
В начале XVI века при Тило фон Троте (Thilo von Trotha, 1466—1514), заказчике кардинальной перестройки мерзебургского замка-дворца, собор был преврашён из базилики в храм зального типа в стиле поздней готики и ренессанса. Об этом времени напоминают каменные рельефы с гербом Тило фон Трота (ворон с кольцом в клюве): на северной стороне собора и в составе композиции супрапорта (также на северной стороне). Кроме прочего, была возведена епископская капелла (склеп), обновлён клуатр и перестроен дом капитула.
Последовавшая Реформация предвещала конец епископской власти в Мерзебурге: так, в мае 1525 года Адольф Ангальт-Цербстский (также Ангальт-Кётенский, Adolf von Anhalt-Zerbst, 1514—1526) вследствие разразившихся беспорядков был вынужден спасаться бегством в Лейпциг. А всего лишь спустя год после смерти одного из последних мерзебургских католических епископов, Сигизмунда фон Линденау (Sigismund von Lindenau, †1544) в Мерзебургском соборе проповедовал Мартин Лютер.
После Тридцатилетней войны, собор, вместе с пристроенным к нему замком-дворцом, принадлежавший к тому времени уже саксонским курфюрстам, претерпел ряд изменений в барочном стиле.
Получивший ряд повреждений во Второй мировой войне, собор был быстро восстановлен, и сегодня — наряду с мерзебургским замком-дворцом — является главной достопримечательностью и архитектурной доминантой города Мерзебург. В 2010 году здесь был открыт новый информационный центр, и основан Европейский центр исследования романской архитектуры (Europäische Romanik-Zentrum).